# Nossa Senhora de Mantara

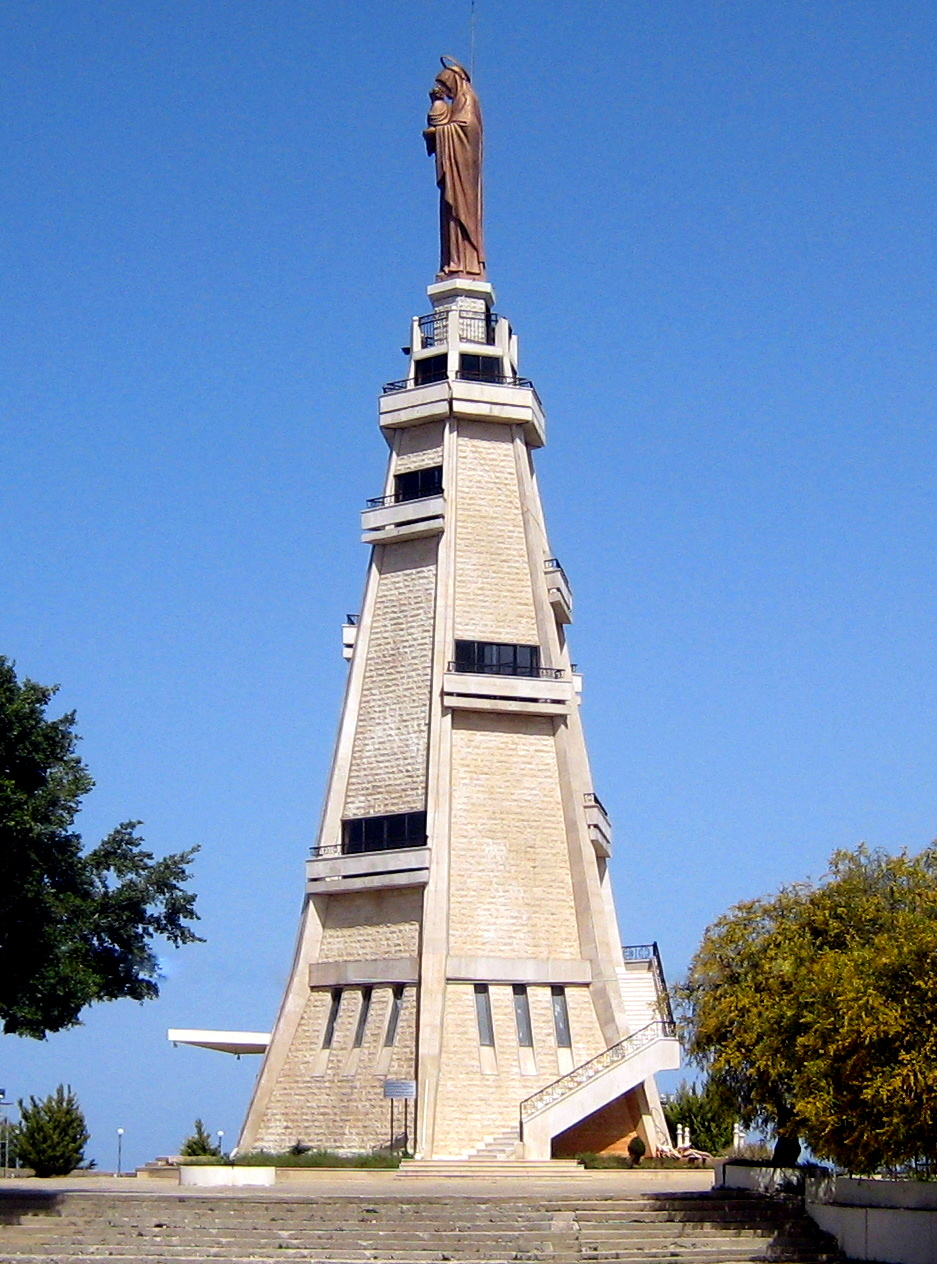
.

Nossa Senhora de Mantara, ou Nossa Senhora da Espera, é um Santuário Mariano da Igreja Greco-Católica Melquita situado em Magdouche, Líbano, descoberto em 8 de setembro de 1721 por um jovem pastor. A gruta, que de acordo com uma lenda datada de tempos antigos, foi posteriormente cuidada por Monsenhor Eftemios Saïfi, Bispo Católico Melquita de Sídon. O santuário consiste em uma torre coroada com a estátua da Virgem Maria e do Menino Jesus, uma catedral, um cemitério e uma caverna sagrada que se acredita ser aquela onde a Virgem Mãe descansou enquanto ela esperava por Jesus quando Ele estava em Tiro e Sídon .
Desde a sua descoberta, tem sido constantemente visitado por famílias, particularmente, t/odos os anos, por ocasião da festa da Natividade de Nossa Senhora, em 8 de setembro.
Os Títulos de Maria ou invocações marianas são muitos. Além das referências toponímicas, frequentemente vinculada a aparições, ela é conhecida por inúmeros epítetos, invocações e outros nomes poéticos. Assim, uma variedade de diferentes títulos são usados pelas igrejas Romana Católica, Ortodoxa, Cóptica e Anglicana. Os títulos dados à Santíssima Virgem em sua maioria são derivados das práticas de veneração (Devoção) e das doutrinas marianas. A tão popular Ladainha de Nossa Senhora evoca mais de 50. Isto ocorre devido ao aspecto geográfico e cultural, pois os fieis católicos estão espalhados em diversas nações em suas respectivas culturas e costumes pelo mundo.
As mulheres judias eram proibidas de entrar em cidades pagãs. Como Sidon era uma cidade Cananeia e, portanto, pagã, então Maria esperou por seu filho nesta gruta em Maghdouche, e alí ficou em oração e meditação, que é de onde vem o nome de Nossa Senhora da Espera – "Al Mantara", ou, simplesmente "Mantara" decorre da raiz do verbo árabe “Natara” que, na língua corrente, significa esperar. Daí o epíteto Nossa Senhora da Espera.

## História
A ida de Jesus Cristo e seus discípulos a Tiro e Sídon é narrada no Evangelho de São Mateus (15:21-28) e de São Marcos (Marcos 7:31-37). Embora não seja explicitamente informado a presença da Virgem Maria no texto, e esta espera do retorno deles, a Sagrada Tradição ressalta que ela, e outras mulheres, acompanhavam Jesus em suas viagens.
Tiro e Sidon eram antigas cidades portuárias fenícias localizadas na costa leste do Mar Mediterrâneo, onde hoje é o Líbano moderno. Eram cidades prósperas que negociavam com muitas outras civilizações, incluindo os gregos, romanos e persas.

## Aparição da Virgem Maria
Em Maghdouche, neste local, as crônicas relatam aparições da Virgem Maria. Segundo estas crônicas, em 11 de junho de 1911, cerca de 400 pessoas viram uma aparição silenciosa e luminosa da Virgem Maria com Jesus Menino perto da caverna.
Outro relato diz sobre uma nova aparição para 600 pessoas, aproximadamente, em 1991.

## Ligações Externas
- Our Lady of Mantara - Maghdouche
- Sídon - Das Cruzadas até hoje